# Klockgentianafjädermott
Klockgentianafjädermott Stenoptilia pneumonanthes är en fjärilsart som beskrevs av Richard Büttner 1880. Klockgentianafjädermott ingår i släktet Stenoptilia och familjen fjädermott (Pterophoridae). Inga underarter finns listade i Catalogue of Life. Klockgentianafjädermott är  i Sverige listad som "akut hotad", CR av ArtDatabanken.

## Kännetecken
Vingbredd 17-22 mm. Framvingar gul- eller gråbruna, vid bakkanten smalt gulaktiga med längsrader av svarta och gråa fjäll och två mörka punkter vid klyvningen, den övre oftast något utdragen. I framkanten är fransarna tydligt mörkare från basen till mitt för klyvningen. I mitten en utdragen fläck. Bakvingar bruna.

## Liknande arter
Arten skiljer sig från ängsväddsfjädermott (Stenoptilia bipunctidactyla) genom att framkantsfransarna är mörkare.

## Flygtid
Fjärilen flyger i augusti. 

## Förekomst
Fjärilen flyger sällsynt på marker där det växer klockgentiana.  

## Biologi
Larven lever i blommorna på klockgentiana och är fullväxt under juli månad, förpuppning på näringsväxten. 

## Värdväxt
Klockgentiana (Gentiana pneumonanthe).

## Utbredning
Påträffad i Skåne och Småland. I övriga Norden finns den på Jylland i Danmark men saknas i Norge och Finland.